# Saint-Gervais-des-Sablons
Saint-Gervais-des-Sablons is een gemeente in het Franse departement Orne (regio Normandië) en telt 67 inwoners (2009). De plaats maakt deel uit van het arrondissement Argentan.

## Geografie
De oppervlakte van Saint-Gervais-des-Sablons bedraagt 8,5 km², de bevolkingsdichtheid is dus 7,9 inwoners per km².
De onderstaande kaart toont de ligging van Saint-Gervais-des-Sablons met de belangrijkste infrastructuur en aangrenzende gemeenten.

## Demografie
Onderstaande figuur toont het verloop van het inwonertal (bron: INSEE-tellingen).